# 宇拓路

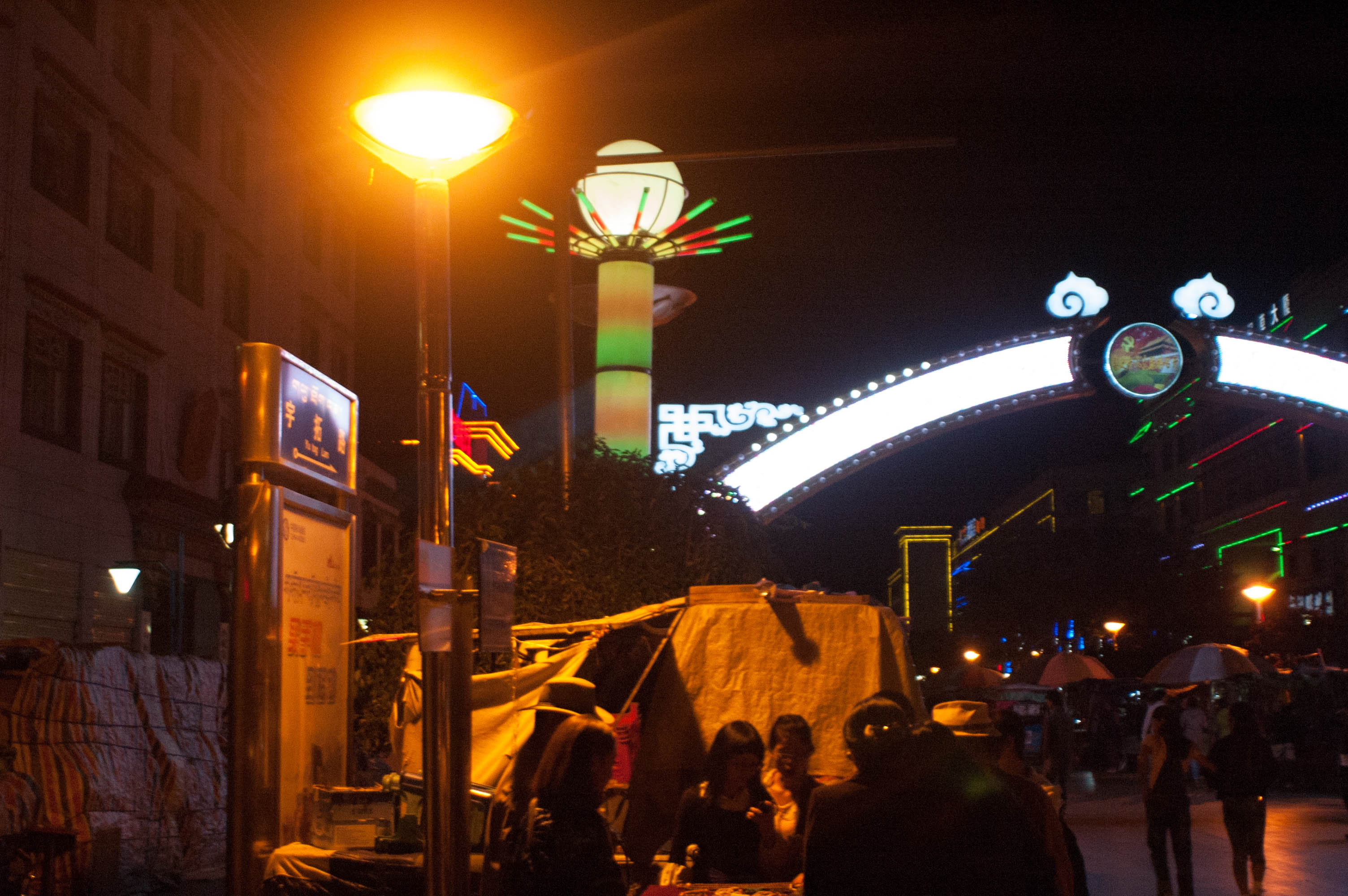
2013年8月的宇拓路

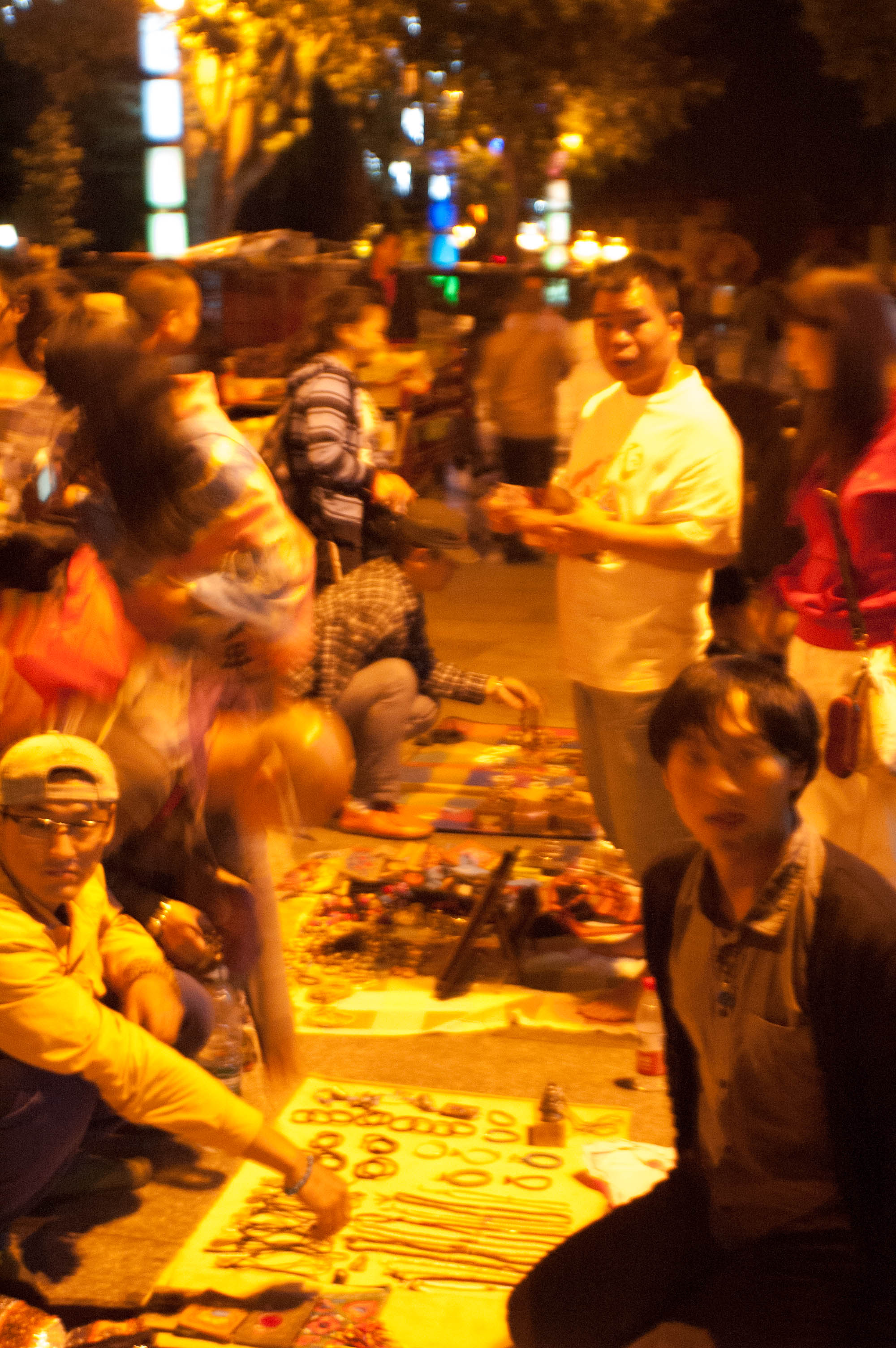
2013年8月的宇拓路夜市

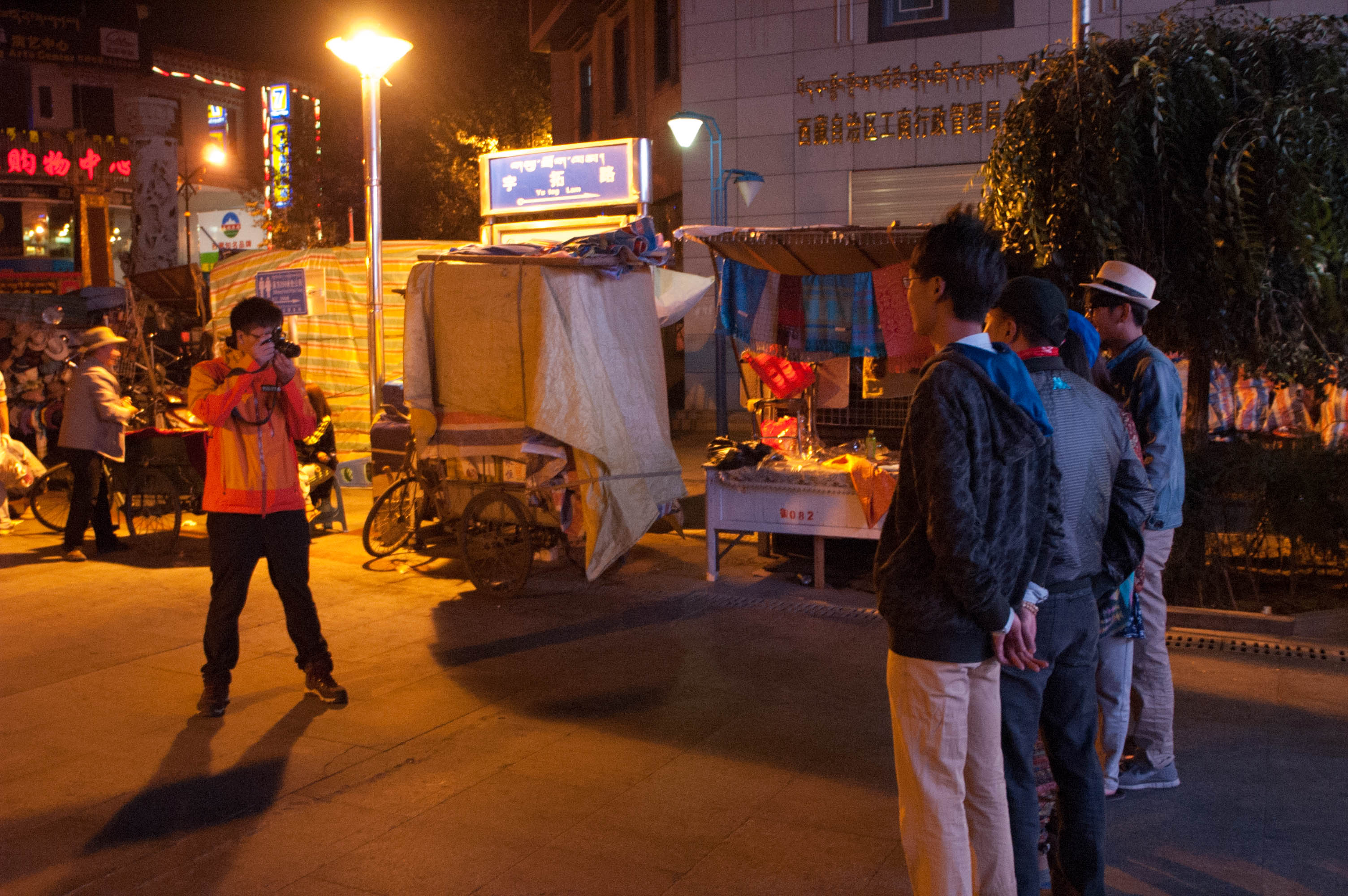
2013年8月的宇拓路夜市

宇拓路，是中国西藏自治区拉萨市的一条商业步行街。

## 简介
建成于1964年，初名“人民路”。该路是拉萨市首条沥青路面的道路。2002年3月起，拉萨市人民政府用4个月时间将该路改建成拉萨首条步行街，在道路两旁设105座植物及花卉观赏坛、2座彩灯音乐喷泉、234处灯光设施、67个灯箱广告、55组音箱。2002年7月30日晚，宇拓路作为步行街对外开放，当晚近万名拉萨市民前来观赏。